# Horacio Acosta y Lara
Horacio Acosta y Lara (Montevideo, 1875-1966) fue un arquitecto uruguayo.

## Biografía

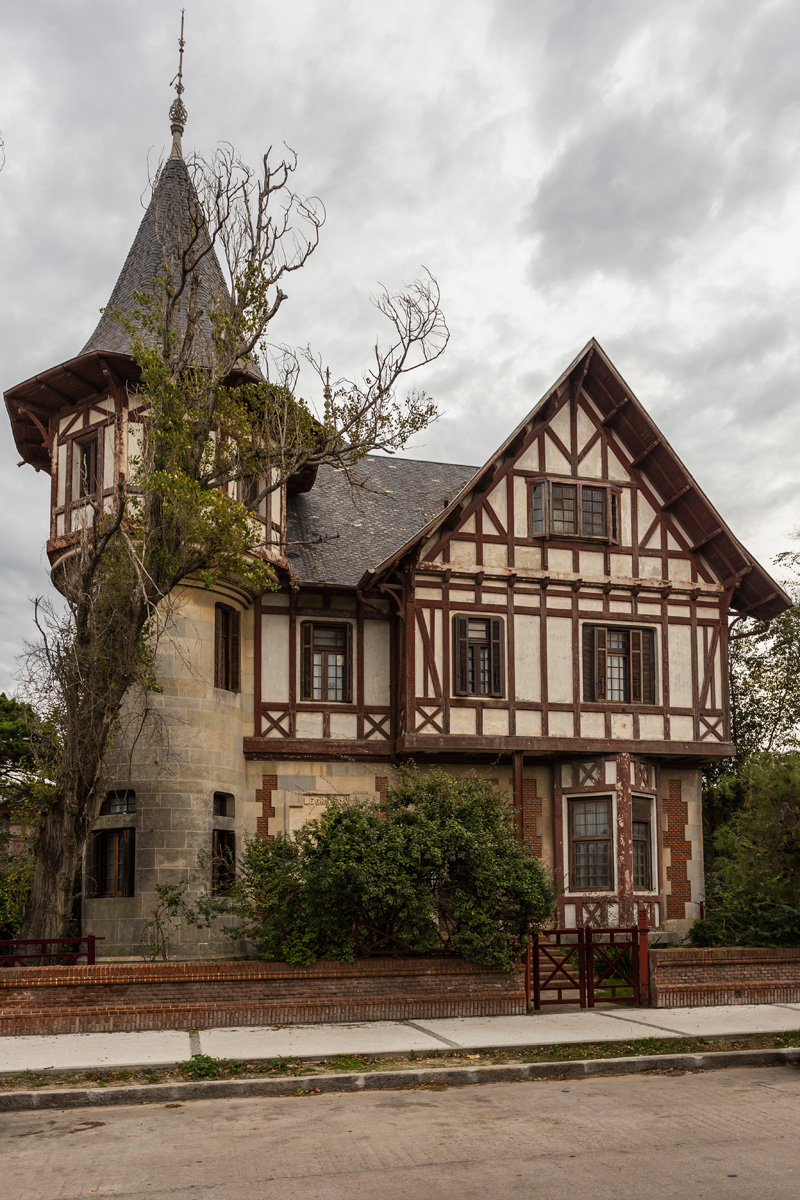
Chalet Le Griffon (1917, con Rafael Ruano y Gonzalo Vázquez Barrière).

Egresado de la Facultad de Matemáticas, ejerció la docencia universitaria. Fomentó la separación de la Facultad de Arquitectura, de la que llegó a ser el primer decano.
También impulsó la creación de la Sociedad de Arquitectos del Uruguay.
En el ámbito político, fue Intendente Municipal de Montevideo (1938-1942).
Participó en numerosos proyectos, algunos en sociedad con otros connotados colegas.

## Familia
Su hijo Guzmán fue diputado y ministro. Su nieto Guzmán también incursionó en política.

## Selección de obras
- Vivienda Vigouroux (1898)
- Edificio Testaseca (1899)
- Vivienda Leborgne (1902)
- Hospital Quirúrgico (1903)
- Teatro Urquiza (1905)
- Vivienda Rodríguez (1905)
- Chalet Le Griffon (1917, con Rafael Ruano y Gonzalo Vázquez Barrière)